# Ludicidade
Ludicidade é um substantivo feminino que se refere à qualidade do que é lúdico, ou seja, consequência provocada pelo lúdico, um adjetivo masculino com origem no latim ludus, que remete a jogos e brincadeiras. 

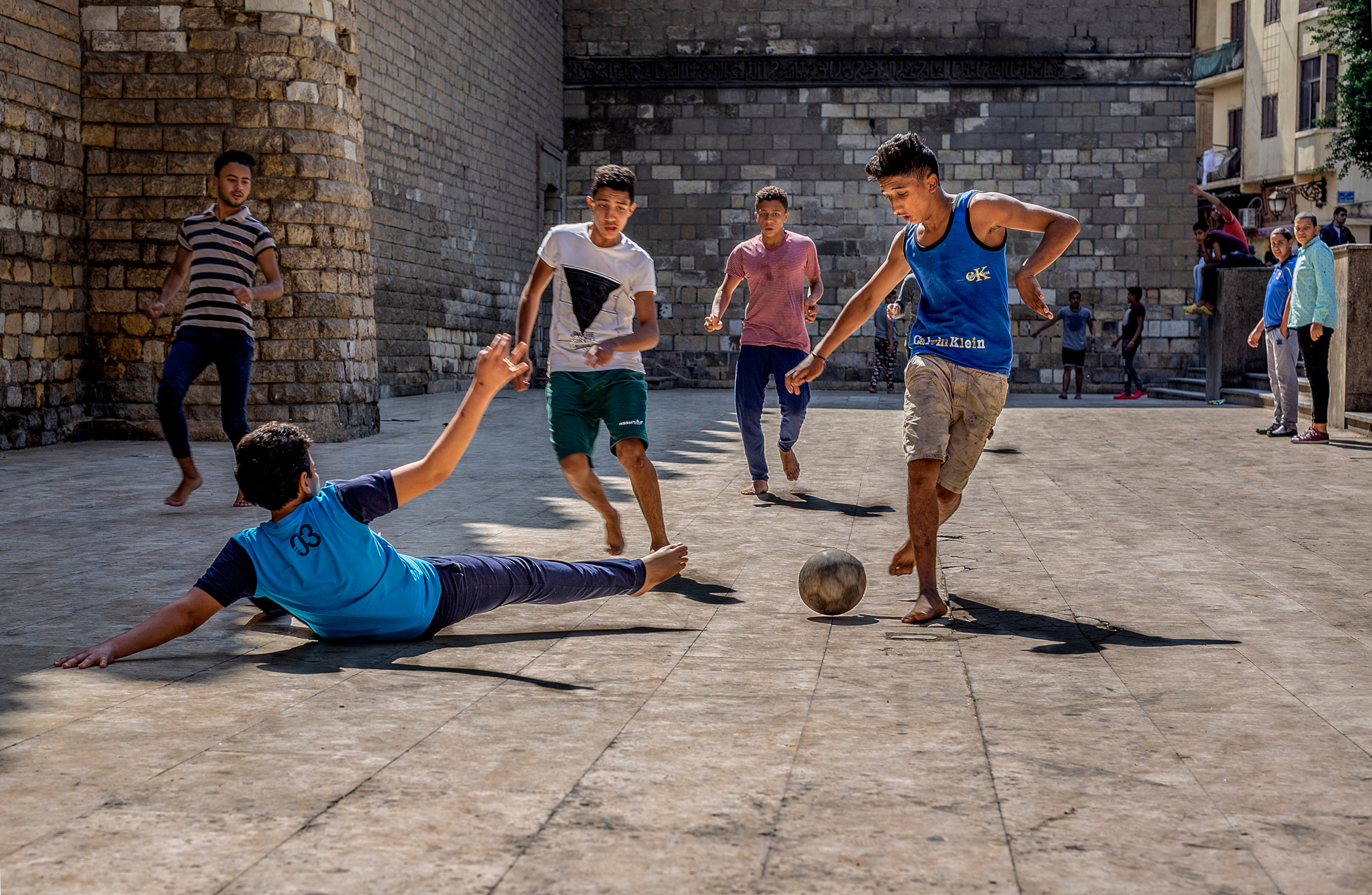
Crianças jogando futebol nas ruas do Egito

O conceito de atividades lúdicas está relacionado às atividades de jogos e ao ato de brincar, sendo um componente muito importante para a aprendizagem. A ludicidade constitui-se como um elemento indispensável para que a aprendizagem aconteça, e através de atividades lúdicas o ser humano se desenvolve em todos os aspectos.
A ludicidade está em atividades que despertam prazer. Segundo Santos (2002), é uma necessidade do ser humano em qualquer idade. Tem como sinônimo divertimento, diversão e lazer; e como antônimos, tristeza e desânimo.
No âmbito da pedagogia, a ludicidade se dá como a forma de desenvolver a criatividade e os conhecimentos por meio de jogos, música e dança. O lúdico não é apenas uma prática da Pedagogia e nem foi inventado por ela. Ao brincar, as crianças estariam expostas a um ambiente extremamente favorável ao desenvolvimento físico e cognitivo. 

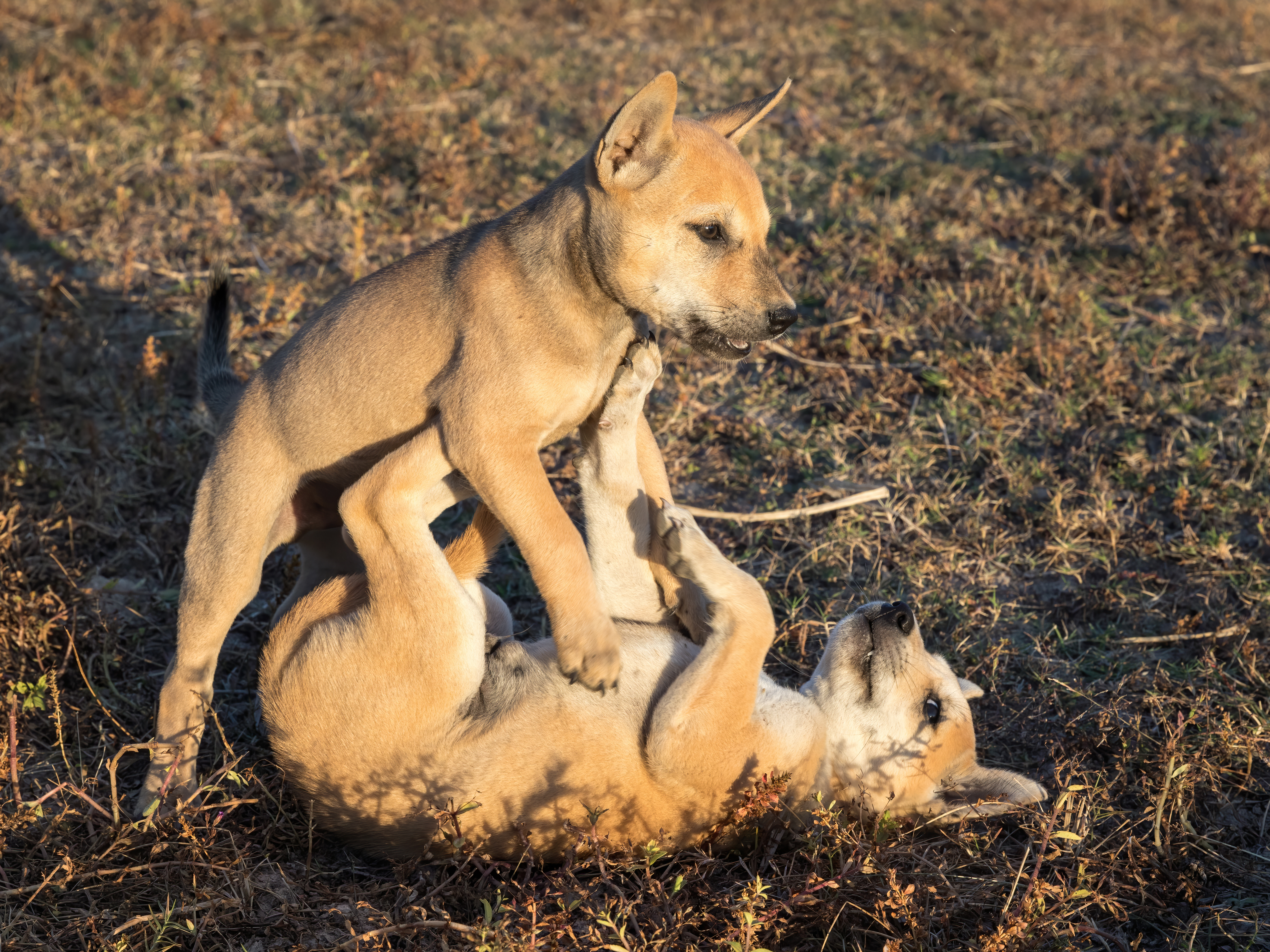
Dois filhotes de cachorro brincando no Laos

O ato lúdico está presente na maioria das manifestações do homem, bem como em outras espécies animais, preponderando durante a infância, como bem nos mostra a Etologia na observação do comportamento animal em um dado contexto ecológico ou na natureza. 
Em um estudo exemplar de brinquedos em animais, envolvendo a observação de filhotes de hamsters dourados, Vieira (1985) aponta que o comportamento de brincadeira aumenta em função da privação social de indivíduos de mesma idade ou pela troca de parceiros.

## A Etologia e o comportamento de brincar humano
Com relação à forma da brincadeira, existem dados bastante consistentes mostrando que ocorrem diferenças de gêneros sexuais nos estilos de brincadeira e preferência de parceiros em crianças de várias culturas (BIBEN, 1998). 
Meninos e primatas na infância, se mostram mais ligados em brincadeiras turbulentas, manifestam preferência por parceiros de mesmo sexo e brincam em grandes grupos, são mais ativos fisicamente e mais competitivos. Brincadeiras de perseguição com elementos de fantasia, são muito comuns entre eles (MORAES & CARVALHO, 1994). 
O brincar das meninas é mais voltado para a cooperação e comunicação com o grupo. As meninas preferem atividades relacionadas com atividades domésticas, casamentos, festas e procuram brincadeiras mais realísticas, que imitam a vida real, além de serem mais voltadas para a cooperação e comunicação com o grupo. Conforme a criança vai crescendo e se desenvolvendo, a estereotipia do gênero vai diminuindo (CORDAZZO E VIEIRA, 2008). 
```
Em análise de cunho socionteracionista, Carvalho (2002), afirma que ao trazerem elementos da macro cultura para a situação de brincadeira, as crianças assumem também um papel ativo em sua transmissão para os parceiros. Nas brincadeiras tradicionais, as regras são transmitidas pelas crianças mais velhas e mais experientes para os parceiros mais jovens, situação comum em cidades pequenas e em periferias de grandes centros urbanos.
```

A presença da macro cultura no grupo de brinquedo revela-se também através de papéis e valores na estereotipia de gênero em relação a brincadeiras na formulação de regras baseadas em conhecimento social ou na recusa de papéis menos valorizados socialmente pelas crianças que lideram uma brincadeira (MORAES & CARVALHO, 1994).
Trazer valores e conceitos da macro cultura para a brincadeira é uma oportunidade de questioná-los, de reconstruí-los e ou de fortalecê-los, dependendo da interação com conceitos e valores dos parceiros. Harris (1995) sugere que o grupo de pares é o principal responsável pelo desenvolvimento de atitudes e valores desde a infância, possivelmente superando o papel dos adultos nesse processo.
Em seres humanos, sugere-se que diferentes formas de comportamentos envolvidos na brincadeira podem ter consequência no desenvolvimento infantil, como por exemplo, aprimoramento no controle de padrões motores, resistência e força física (PELLEGRINI e SMITH, 1998).
Devido as grandes mudanças que a sociedade enfrentou e enfrenta desde a antiguidade, o conceito de brincar foi dissipando sua essência, mesmo nessa sociedade que está cada vez mais moderna e globalizada.

## Breve histórico do brincar
Estudos apontam que os homens primitivos já brincavam e construíam seus próprios brinquedos. Algumas atividades diárias que realizavam já estavam interligadas ao lúdico. As atividades como a dança, as lutas, as pescas e as caças são ações intrínsecas de povos primitivos em que o lúdico era expresso na época (OLIVEIRA, 2010).
```
As crianças, desde a antiguidade já brincavam com brincadeiras de construir e demolir, jogos de pular objetos e tantas outras atividades lúdicas. Ao longo da história, as atividades lúdicas foram sendo compreendidas e discernidas pela sociedade conforme a sua concepção de mundo. As famílias desenvolviam atividades lúdicas por meio das brincadeiras com suas crianças para oportunizar conhecimento, ensinando-os assim suas responsabilidades e obrigações.
```

Na Idade Média, em um sentido teológico, o homem brincava por acreditar vivamente na sentença bíblica que associa a Sabedoria Divina à obra da Criação. Quando Deus criou o mundo [...] fez brotar as águas das fontes [...] assentou os fundamentos da Terra e ali estava a sabedoria brincando sobre o globo terrestre (LAUAN, 1991).
Na Súmula Teológica de Tomás de Aquino encontramos que “assim como o homem precisa de repouso corporal para reestabelecer-se, pois sendo as suas forças física limitadas, não pode trabalhar continuamente; assim também é preciso de repouso para a alma , o que é proporcionado pela brincadeira” (LAUAND, 1991). 

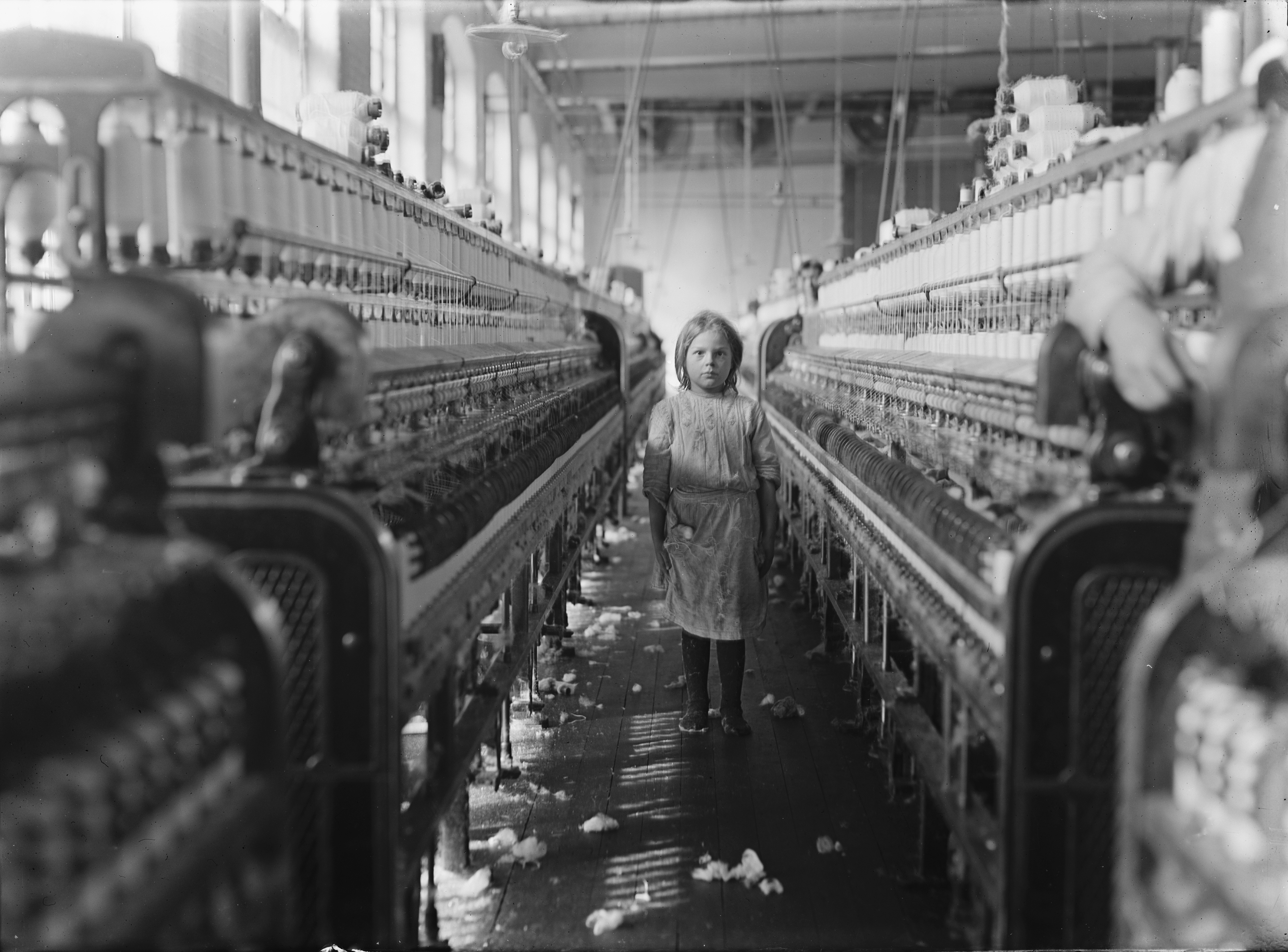
Crianças ocupando postos de trabalho após a revolução industrial

A Revolução Industrial criou na estrutura social, uma série de mudanças. O processo de industrialização, acaba por exigir uma nova escola, capaz de garantir um indivíduo qualificado, um sujeito competente para suprir as novas condições de trabalho. 
Além da formação técnica do indivíduo, naquele período, as mulheres também trabalhavam nas indústrias. As mães tinham que deixar suas responsabilidades domésticas tais como cuidado com a casa e filhos. Diante dessas condições, se faz necessário um novo espaço para as crianças. A educação infantil e as crianças ganham uma atenção especial e passam a ser notadas como objeto de estudo. 
A criança passa a ser vista como sujeito de necessidades e objeto de expectativas e cuidados e a infância como um período de preparação para o ingresso no mundo dos adultos, dando centralidade ao papel da escola (BROUGERE, 1998). 
Na sociedade atual, o lúdico está presente nas brincadeiras cotidianas da vida do homem, como piadas, nos esportes, isso demonstra mais uma vez, que o lúdico não se restringe apenas à pedagogia, ao âmbito escolar, mas em todas as manifestações que o homem se apraza e goste.
Autores como Fröebel, Piaget, Vygotsky, Winnicott e Wallon, apenas para falar dos clássicos, promoveram estudos relacionados ao comportamento de brincar em sua relação com o desenvolvimento, favorecendo a compreensão e aplicação do mesmo.

### Fröebel (1782-1852)
Para Fröebel, pedagogo e criador do Jardim de Infância, a brincadeira é a “fase mais alta do desenvolvimento da criança [...]; pois ela é a representação do interno, da necessidade e do impulso interno”. A brincadeira é a mais pura, a mais espiritual atividade do homem nesse estágio e, ao mesmo tempo típica da vida humana como um todo – da vida natural interna escondida no homem e em todas as coisas. Por isso dá alegria, liberdade, contentamento, descanso interno e externo, paz com o mundo. Ela tem a fonte de tudo o que é bom. 
A criança que brinca muito com determinação auto ativa, perseverantemente até que a fadiga física proíba, certamente será um homem (mulher) determinado, capaz do alto sacrifício para a promoção do bem-estar próprio e dos outros. Não é a expressão mais bela da vida da criança neste momento, uma criança brincando? – Uma criança totalmente absorvida em sua brincadeira? Como já indicado a brincadeira neste período não é trivial, ela é altamente séria e de profunda significância. 
Froebel, influenciado por um ideal político de liberdade, criou um jardim de infância, em 1837, considerado, por ele, como um espaço onde as crianças e os adolescentes estariam livres para aprender sobre si e sobre o mundo. Em seu método pedagógico, utilizou-se da música para educar as sensações e as emoções; enfatizava a participação em atividades de livre expressão através da música, dos gestos e montagens com papéis e argila. Para Froebel, tais atividades possibilitavam que a criança expressasse seu mundo interno, como forma de conseguir ver-se e, assim, modificar-se, através da auto-observação.

### Piaget (1896-1980)
Jean William Fritz Piaget, biólogo, psicólogo e epistemólogo, é um dos autores cognitivistas que descreve como crianças e adolescentes se desenvolvem e adquirem seus conhecimentos, sua gênese e a evolução dos conhecimentos, para isso propôs a divisão do desenvolvimento psicológicos em estágios, os quais a criança percorre, para adquirir e desenvolver seus conhecimentos, sobre si e sobre o mundo. 
Cada estágio possui uma forma de organização mental diferente, o que permite ao indivíduo se relacionar com a realidade em seu redor, bem como considera que os estímulos em que esta criança é condicionada, também contam muito quanto o desenvolvimento cognitivo. 
Piaget considera em sua teoria que a criança é um ser ativo, que estabelece relação de troca com o meio objeto, e por isso não pode ser considerado um ser passivo apenas, e que é papel do professor propor possibilidades e promover uma ação que permitam o avanço da cognição de cada aluno em sua singularidade, promovendo o desenvolvimento do aluno em sua totalidade. 
Em sua visão a criança é a própria construtora de seus conhecimentos, que são construídas a partir de suas relações com objetos e com o mundo. Grande parte desses conhecimentos são construídos a partir do jogo e da brincadeira, um espaço que permite o desenvolvimento físico e mental, incluindo a noção de regras, a socialização e exercitando o simbólico.
De acordo com a perspectiva de Piaget (1987), a atividade lúdica é um princípio fundamental para o desenvolvimento das atividades intelectuais da criança, sendo assim indispensável a prática educativa. 
É de suma importância que o professor esteja preparado para propor atividades lúdicas, para assim permitirem o desenvolvimento cognitivo da criança, possibilitando a assimilação da criança, do lúdico a sua realidade concreta e suas relações com o mundo.
Ainda sobre as atividades lúdicas Piaget (1987) as considera o berço obrigatório das atividades intelectuais da criança. Em outras palavras, o início do desenvolvimento cognitivo se dá a partir das relações que a criança cria através das dinâmicas lúdicas em que são condicionadas desde sua gênese, é a partir dessas que a criança desenvolve grande parte de seu conhecimento, desenvolvendo a noção de regras, valores, de cooperação, e desenvolvimento motor. 
É válido lembrar que as atividades lúdicas não se restringem apenas ao âmbito pedagógico, a escola em si, mas em todas as relações em que a criança está inserida, seja ela na família, na igreja ou escola.
Considerando que o jogo é uma atividade lúdica, e que essas atividades contribuem para o desenvolvimento intelectual da criança, e não uma mera atividade para preencher o currículo e gastar energia, Piaget afirma que o jogo é, portanto, sob as suas duas formas essenciais de exercício sensório motor e de simbolismo, uma assimilação do real à realidade própria, fornecendo a este seu alimento necessário e transformando o real em função das necessidades múltiplas do eu. 
Os métodos ativos da educação das crianças exigem todos que se forneça às crianças um material conveniente, a fim de que, jogando, elas cheguem a assimilar as realidades intelectuais que, sem isso, permanecem exteriores à inteligência infantil. (PIAGET, 1976). 
Considera que o jogo é um instrumento fundamental para que a criança se aproprie de uma aprendizagem significante, e não um aprendizado superficial, sem significância para sua vida. Como já dito, é a partir do jogo que a criança faz assimilação de regras de convivência, se desenvolve fisicamente e mentalmente, faz relação entre o simbólico e o real.

### Vygotsky (1896 – 1934)
Segundo Lev Semenovitch Vygotsky, psicólogo proponente da Psicologia Histórico-cultural, a criança por meio da brincadeira, reproduz o discurso externo e o internaliza, construindo seu próprio pensamento. Ao brincar, procura estar junto aos colegas e sempre explorando o meio a sua volta com os objetos.
Para Vygotsky, o ato de brincar é um aspecto relevante na constituição do pensamento infantil. É brincando, jogando, que a criança revela seu estado cognitivo, visual, auditivo, tátil, motor, seu modo de aprender e entrar em uma relação cognitiva com o mundo de eventos, pessoais, coisas e símbolos. 
A criança, por meio da brincadeira, reproduz o discurso externo e o internaliza, construindo seu próprio pensamento. A linguagem, segundo Vygotsky (1984), tem importante papel no desenvolvimento cognitivo da criança á medida que sistematiza suas experiências e ainda colabora na organização dos processos em andamento. 
De acordo com Vygotsky (1998): A brincadeira cria para as crianças uma "zona de desenvolvimento proximal” que não é outra coisa senão a distância entre o nível atual de desenvolvimento, determinado pela capacidade de resolver independentemente um problema, e o nível atual de desenvolvimento potencial, determinado através da resolução de um problema sob a orientação de um adulto ou com a colaboração de um companheiro mais capaz. 
Por meio das atividades lúdicas, a criança reproduz muitas situações vividas em seu cotidiano, a partir da imaginação e pelo faz de conta, essas assimilações são elaboradas. Esta representação do cotidiano se dá por meio da combinação entre experiências passadas e novas possibilidades de interpretações e reproduções do real, de acordo com suas afeições, necessidades, desejos e paixões. Estas ações são fundamentais para a atividade criadora do homem. 
Segundo Vygotsky (1998), o desenvolvimento não é linear, mas evolutivo e nesse trajeto, a imaginação se desenvolve. Uma vez que a criança brinca e desenvolve a capacidade para determinado tipo de conhecimento, ela dificilmente perde esta capacidade, a tendência é que este conhecimento se aprimore e não se perca. É a partir da formação de conceitos com relação ao sentido e significado que se dá a verdadeira aprendizagem e é no brincar que está um dos maiores espaços para a formação desses conceitos. - O desenvolvimento cognitivo resulta da interação entre a criança e as pessoas com quem mantém contatos regulares.
Um dos conceitos angulares de sua obra, está a Zona de Desenvolvimento Proximal (ZDP) -  a diferença entre o desenvolvimento atual da criança e o nível que ela atinge quando resolve problemas com auxílio de outra pessoa - seja criança ou um adulto. O brincar atuará como potencializador da capacidade de apreender por meio de atividades lúdicas inseridas nos ambientes de aprendizagem, entretanto não é todo jogo de criança que possibilita a criação de uma ZDP. A criança cria a partir do que ela já conhece; das oportunidades do meio em que está inserida; e, em função das suas necessidades e preferências. 
Além da ideia de transformação criadora, o jogo proporciona alteração das estruturas cognitivas. Com uma prática pedagógica adequada, as crianças podem além de permitir o brincar por brincar, mas também por ensinar as crianças a brincarem.
Para Vygotsky, a brincadeira é fundamental para o desenvolvimento infantil porque oportuniza interações. Em sua teoria socionteracionista,  reforça a importância de jogos e brincadeiras para o desenvolvimento infantil. É fundamental que a criança brinque, se movimente, conheça, experimente, sinta, descubra, explore, crie e interaja para que possa desenvolver suas potencialidades.

### Wallon (1879 – 1962)
A teoria de Henri Paul Hyacinthe Wallon, filósofo, médico, psicólogo e político, se desencadeia em volta do afeto, emoção e linguagem. Para ele, a construção do aprendizado pode ser dividida nessas três características. O afeto é responsável pelo bom funcionamento do corpo, promove a confiança, a motivação e além de tudo, o desenvolvimento completo do ser integrado ao meio em que está inserido, ou seja, envolve aspectos físico-motor, intelectual, afetivo-emocional e social. 
“Jamais pude dissociar o biológico e o social, não porque o creia redutíveis entre si, mas porque eles, me parecem tão estreitamente complementares, desde o nascimento, que a vida psíquica só pode ser encarada tendo em vista suas relações recíprocas”. (WALLON, 1951, p. 08)
A afetividade está entrelaçada com a motricidade desencadeando o desenvolvimento da criança. As relações e vínculos afetivos entre professor e aluno facilitam a resolução de problemas e carências encontradas no ambiente escolar. A emoção está associada a linguagem e com a motricidade, por meio delas que a criança aprende as representações da vida real, apropriações e construções de sua função no mundo em que está inserida. Portanto, é fundamental que a criança tenha a liberdade e oportunidade de brincar. 
Para Wallon, toda atividade realizada pela criança é lúdica, desde que, seja algo livre, ela faz pelo simples prazer de fazê-lo, surge de forma livre. Mas, a partir do momento que a atividade é dirigida ou imposta, se torna um trabalho e deixa de ser brincadeira.  
Wallon divide os jogos infantis em quatro etapas: 
1. jogos funcionais – são os que propiciam exploração do corpo por meio dos sentidos. A consequência disso é a repetição das ações aprendidas, pois a criança descobre que são prazerosos os efeitos causados pela ação gestual. Exemplos, sons de gritos e movimentos do corpo.
2. jogos de ficção – é o famoso faz-de-conta, caracterizado pela presença constante e aflorada da imaginação. Acontece quando a criança aprende a representar e interiorizar os papéis sociais dos indivíduos. Pode ser caracterizada pela imitação de falas e ações adultas.
3. jogos de aquisição – se tratam do empenho que a criança revela em aprender e conhecer gestos, imagens, músicas, etc.
4. jogos de fabricação: quando a criança tende a realizar atividades que a impulsionam a criar, juntar e transformar coisas.

Para Henri Wallon (1981), a brincadeira independe do ambiente, basta algo que incentive a criança e a possibilite imaginar, podendo se inspirar em coisas do seu cotidiano e expressar seus sentimentos. Para ele, é por meio do brincar que a criança inicia uma relação com o meio, a interação e a socialização, formando sua identidade e promovendo a sua autonomia, além de desenvolver a criatividade, a afetividade e a inteligência.
É importante que em cada atividade proposta seja incluído o lúdico, preferivelmente na primeira etapa da atividade, brincar livremente, manusear, antes de dar um caráter instrumental, usando o conteúdo de forma intencional. 
De acordo com sua teoria, a criança brinca de cantar, dançar, pintar, de ouvir histórias sobre si mesma, enfim, nesta fase, o brincar se assemelha com o fazer arte.
[...] o brincar irá contribuir para o crescimento da criança e consequentemente auxiliar no desenvolvimento da mesma. Assim o jogo seria uma atividade voluntária livre da criança e quando imposta por outra pessoa perde se o caráter de jogo e passa a ser caracterizado como um trabalho ou ensino. (LUIZ, 2014)
Constatamos na abordagem walloniana uma noção de ludicidade ao afirmar que, para as crianças, o universo de suas mentes é lúdico em tudo que fazem e imaginam. Ele configura algumas formas de inteligência, dentre elas a inteligência prática-direção física-práxica, a qual trabalha as ações motoras que, por meio de recursos representativos, atuarão como um agente fundamental no processo de transição para a inteligência teórica.
Tanto a criança quanto o adulto, nunca recusarão um jogo, pois ele alivia a alma, ensina, socializa pessoas e ainda lhe dá como atributo uma aprendizagem lúdica, sem pressões, onde não há correto, nem errado, há a construção individual e coletiva. E uma forma prazerosa de desenvolver a criatividade a imaginação e ainda obter resultados ótimos quando se trata de aprendizagem.

### Winnicot (1896 – 1971)
Donald Woods Winnicott, pediatra e psicanalista, considera que a brincadeira possibilita a quem a vivencia, momento de encontro consigo e com o outro, momentos de fantasia e de realidade, de e percepção, momentos de autoconhecimento e conhecimento do outro, de cuidar de si e olhar para o outro, momentos de expressividade. 
Na atividade lúdica o que importa não é apenas o produto da atividade, ou o que dela resulta, mas a própria ação, o momento vivido.
Com Winnicott, o conceito de psicomotricidade, jogos e brincadeiras toma um rumo um tanto diferenciado. Ele discute sobre a psicomotricidade relacional, uma proposta que possa proporcionar por meio de seu método não-diretivo do brincar direcionado; um espaço para que a criança possa expor suas simbolizações e é neste espaço que as teorias de Winnicott ganham espaço para a formação da criança. 
Segundo Winnicott (1975), o brincar é universal e facilita o crescimento, insere a criança aos relacionamentos grupais, podendo se tornar uma forma de comunicação. É por meio das brincadeiras e fantasias que a criança adquire experiências. Winnicott (1985) relata que, primeiro a criança brinca com sua mãe ou sozinha e é por intermédio das brincadeiras, que outras crianças são permitidas a participarem de seu mundo. 
O autor, em quatro de seus trabalhos, trata da importância do espaço potencial e do objeto transicional na formação da criança para a superação do bebê separado de sua mãe e também como um fator de suma importância para que o mesmo se reconheça como sujeito. Este espaço potencial e este objeto transicional podem ser proporcionados à criança, por meio das vivências lúdicas e simbólicas, oportunizando a exteriorização de suas frustrações, pelo afastamento ou separação de sua mãe. 
A psicomotricidade relacional defendida pelo autor, tem como proposta proporcionar por meio de seu método não-diretivo do brincar direcionado, um espaço para que a criança possa expor suas simbolizações. É neste espaço que as teorias de Winnicott contribuem para a formação da criança. 
Ao propiciar para a criança, que ela brinque num espaço em que seu mundo simbólico pode ser expresso livremente, usando ou não objetos disponíveis, o mediador facilita o processo de transição da criança, entre o mundo totalmente dependente da mãe para seu próprio mundo. 
Destaca ainda que psicomotricidade relacional deixa clara também a importância das vivências simbólicas no mundo da criança, pois só neste espaço proporcionado para a criação lúdica é que a criança poderá se posicionar como autora da sua própria história. 
Ainda ressalta sobre a psicomotricidade relacional, que por meio do brincar, pode proporcionar para a criança, conhecimentos sobre si, sobre os outros e sobre o mundo em que a criança está inserida. Com base nos significados e conceitos acerca do lúdico e ludicidade, baseando nas teorias que fundamentam a prática lúdica e as dão ainda maior relevância. 
Constatamos que, o lúdico é mais que uma ferramenta de colaboração para a prática pedagógica, é um dos caminhos para atingirmos uma aprendizagem significante, sendo este um caminho prazeroso, envolvente e divertido, colaborando então para uma prática pedagógica mais leve, suave e agradável sem perder seu teor de importância, na vida da criança envolvida e na sociedade, deixando um pouco de lado a taxada burocracia, a carga da prática pedagógica.

## O lúdico na sala de aula
Trazer o lúdico para a sala de aula não implica apenas atividades com jogos e brincadeiras, mas está diretamente ligado a uma atitude por parte dos docentes e educandos. Tornar as aulas mais divertidas e prazerosas no processo de ensino-aprendizagem, implica assumir uma postura, uma mudança interna e externa que promova transformações cognitivas e afetivas, rompendo assim com padrões tradicionais já instituídos e internalizados. 
Assim, as atividades lúdicas não são encontradas nos prazeres estereotipados, que é dado pronto, pois estes não possuem a marca de singularidade do sujeito que as vivenciam. 
Não se trata apenas de brincar por brincar. Para isso a criança não precisa da escola ou do professor.  Ludicidade é, portanto, uma postura assumida por professores e alunos, com o intuito de proporcionar bem-estar físico e cognitivo, novas experiências através da troca de vivencia e identidades, propondo aos alunos momentos de espontaneidade, criatividade e liberdade que promove o desenvolvimento pessoal, social e cultural além da construção de novos conhecimentos.